# Josephville
Josephville és una població dels Estats Units a l'estat de Missouri. Segons el cens del 2000 tenia 270 habitants.

## Demografia
Segons el cens del 2000, Josephville tenia 270 habitants, 91 habitatges, i 70 famílies. La densitat de població era de 66,4 habitants per km².
Dels 91 habitatges en un 37,4% hi vivien nens de menys de 18 anys, en un 63,7% hi vivien parelles casades, en un 8,8% dones solteres, i en un 22% no eren unitats familiars. En el 19,8% dels habitatges hi vivien persones soles el 3,3% de les quals corresponia a persones de 65 anys o més que vivien soles. El nombre mitjà de persones vivint en cada habitatge era de 2,96 i el nombre mitjà de persones que vivien en cada família era de 3,46.
Per edats la població es repartia de la següent manera: un 33,3% tenia menys de 18 anys, un 6,3% entre 18 i 24, un 28,1% entre 25 i 44, un 21,5% de 45 a 60 i un 10,7% 65 anys o més.
L'edat mediana era de 37 anys. Per cada 100 dones de 18 o més anys hi havia 106,9 homes.
La renda mediana per habitatge era de 52.500 $ i la renda mediana per família de 54.643 $. Els homes tenien una renda mediana de 36.042 $ mentre que les dones 23.750 $. La renda per capita de la població era de 16.363 $. Entorn del 4,5% de les famílies i l'1,8% de la població estaven per davall del llindar de pobresa.

## Poblacions més properes
El següent diagrama mostra les poblacions més properes.